# Haagse Kunstkring
Haagse Kunstkring ist ein Verein in Den Haag für Künstler und Kunstliebhaber. Neben bildenden Künstlern gehören auch Architekten, Schriftsteller, Fotografen, Musiker und Designer dem Verein an.

## Geschichte
Der bildende Künstler Théophile de Bock gründete 1891 zusammen mit anderen den Haagsche Kunstkring, der zu der Zeit mit „sch“ geschrieben wurde.
Bereits 1892 organisierte Jan Toorop die erste retrospektive Ausstellung mit dem „vollständigen“ Œuvre von Vincent van Gogh in den Niederlanden im Haagse Kunstkring. Die Initiative verdeutlicht das Klima jener Zeit. Schließlich war Van Gogh damals der breiten Öffentlichkeit bestenfalls nur als umstrittener Künstler bekannt.
Die Dadaisten trafen sich 1923 im Haagse Kunstkring mit Kurt Schwitters und Theo van Doesburg. Zum Vorsitzenden wurde 1926 Albert Vogel gewählt. Er war der bedeutendste niederländische Performancekünstler der 1920er Jahre und zu dieser Zeit eine prägende Persönlichkeit im Haager Kunstkreis. Er trat 1932 nach einem Konflikt mit der neuen Garde zurück.
Dank der großzügigen Erbschaft des Mitglieds Leonora van Bijsterveld (1888–1955) konnte der Haager Kunstkreis 1964 das Gebäude Denneweg 64 erwerben. Dies ist immer noch das Vereinsgebäude.
Vom Haagse Kunstkring werden Ausstellungen, Konzerte, Vorträge, Buchpräsentationen, Performances, Workshops, Exkursionen, Mitgliedergetränke und das monatliche Side-by-Side-Essen organisiert.

## Mitglieder

### Bildende Künstler
- Jozef Israëls (1824–1911), Ehrenmitglied
- Jacob Marisv (1837–1899), Ehrenmitglied
- Théophile de Bock (1851–1904)
- Thérèse Schwartze (1851–1918)
- Suze Robertson (1855–1922)
- Jan Toorop (1858–1928)
- Pieter de Josselin de Jong (1861–1906)
- Theo van Hoytema (1863–1917)
- Simon Moulijn (1866–1948)
- Marius Bauer (1867–1932)
- Willem van Konijnenburg (1868–1943), Ehrenmitglied
- Johan Thorn Prikker (1868–1932)
- Jan Willem Sluiter (1873–1949)
- Edmée Broers (1876–1955)
- Theo van Doesburg (1883–1931)
- Vilmos Huszár (1884–1960)
- Rie Cramer (1887–1977)
- Albert Termote (1887–1978)
- Han van Meegeren (1889–1947)
- Paul Citroen (1896–1983), Ehrenmitglied
- Willem Schrofer (1898–1968)
- Jan van Heel (1898–1990)
- Rein Draijer (1899–1986)
- Chris de Moor (1899–1981), Ehrenmitglied
- Willem Jacob Rozendaal (1899–1971)
- Pyke Koch (1901–1991)
- Louis Meijs (1902–1996)
- Jaap Nanninga (1904–1962)
- Livinus van de Bundt (1909–1979), Ehrenmitglied
- Jan Schoonhoven (1914–1994)
- Kees Andrea (1914–2006)
- Jan Roëde (1914–2007)
- Wil Bouthoorn (1916–2004)
- Hermanus Berserik (1921–2002)
- Lotti van der Gaag (1923–1999)
- Max Velthuijs (1923–2005)
- Co Westerik (1924–2018)
- Henk Peeters (1925–2013)
- Hens de Jong (1927–2003)
- Kees van Bohemen (1928–1985)
- Jaap Vegter (1932–2003)
- Herman Gordijn (1932–2017)
- Gerard Verdijk (1934–2005)
- Maarten van Dreven (1941–2001)

### Architekten
- Pierre Cuypers (1827–1921), Ehrenmitglied
- Hendrik Petrus Berlage (1856–1934), Ehrenmitglied
- Jurriaan Kok (1861–1919)
- Karel de Bazel (1869–1923)
- Herman van der Kloot Meyburg (1875–1961)
- Alexander Kropholler (1881–1973)
- Co Brandes (1884–1955)
- Hendrik Wijdeveld (1885–1987)
- Henk Wegerif (1888–1963)
- Johannes Duiker (1890–1935)
- Jan Wils (1891–1972)
- Sjoerd Schamhart (1919–2007)
- Miklós Becka (1936–2017)
- Wout Ellerman (1936–1997)

### Schriftsteller
- Marcellus Emants (1848–1923)
- Cyriel Buysse (1859–1932)
- Pieter Cornelis Boutens (1870–1943), Ehrenmitglied
- Ferdinand Bordewijk (1884–1965), Ehrenmitglied
- J.C. Bloem (1887–1966)
- Martinus Nijhoff (1894–1953)
- Eduard Elias (1900–1967)
- Albert Helman (1903–1996), Ehrenmitglied
- Clara Eggink (1906–1991)
- Maurits Mok (1907–1989), Ehrenmitglied
- Robert van Gulik (1910–1967)
- Simone Dubois-de Bruyn (1910–2001), Ehrenmitglied
- Rico Bulthuis (1911–2009)
- Bert Bakker (1912–1969)
- Simon Carmiggelt (1913–1987), Ehrenmitglied
- Adriaan van der Veen (1916–2003)
- James Brockway (1916–2000)
- Pierre Dubois (1917–1999), Ehrenmitglied
- Hella Haasse (1918–2011), Ehrenmitglied
- Paul Rodenko (1920–1976)
- Margaretha Ferguson (1920–1992)
- Miep Diekmann (1925–2017), Ehrenmitglied
- Dimitri Frenkel Frank (1928–1988)
- Ellen Warmond (1930–2011)
- André Spoor (1931–2012)
- Frank Martinus Arion (1936–2015), Ehrenmitglied.

### Designer (Industrie/Grafik/Typografie)
- Theo Colenbrander (1841–1930), Ehrenmitglied
- Piet Zwart (1885–1977)
- Wim Gispen (1890–1981)
- Cor Alons (1892–1967)
- Bas van Pelt (1900–1945)
- Piet Cossee (1917–2007)
- Sacha van Geest (1951–2001)
- Ed Annink (1956–2012)

### Schauspieler/Performance-Künstler
- Louis Bouwmeester (1842–1925), Ehrenmitglied
- Esther de Boer-van Rijk (1853–1937), Ehrenmitglied
- Albert Vogel (1874–1933), Ehrenmitglied
- Cor van der Lugt Melsert (1882–1969)
- Fie Carelsen (1890–1975), Ehrenmitglied
- Ellen Vogel (1922–2015), Ehrenmitglied
- Albert Vogel jr. (1924–1982)
- Luc Lutz (1924–2001)
- Eric Schneider (1934–2022)

### Musiker
- Daniël de Lange (1841–1918), Ehrenmitglied
- Johan Wagenaar (1862–1941), Ehrenmitglied
- Peter van Anrooy (1879–1954), Ehrenmitglied
- Hugo van Dalen (1888–1967)
- Alexander Voormolen (1895–1980), Ehrenmitglied
- Henriette Sala (1898–1991)
- Ignace Lilien (1897–1964)
- Theo van der Pas (1902–1986)
- Kees van Baaren (1906–1970)
- Willem Noske (1918–1995), Ehrenmitglied
- Louis Stotijn (1918–2013)
- Jaap Geraedts (1924–2003)
- Theo Olof (1924–2012)
- Otto Ketting (1935–2012), Ehrenmitglied

### Fotografen
- Max Koot (1917–1991)
- Gerard Fieret (1924–2009), Ehrenmitglied
- Onno Meeter (1939–2004)
- John Berwald (1945–1983)